# Кузьминские Отвержки
Кузьми́нские Отве́ржки — село Липецкого района Липецкой области. Центр Кузьмино-Отвержского сельсовета. Стоит почти на Лебедянском шоссе, в 8 километрах на северо-запад от Липецка.
В 1705 году в Кузьминских Отвержках был построен молотовый якорный завод. При нём имелись оружейно-сборочные мастерские. Кузьминский завод, при котором находилась плотина длиной 384 метра, был «передельным» — своих домен не имел и лишь перековывал чугун с Верхне-Липецкого завода в сортовую сталь (см. Новолипецкий металлургический комбинат).
В документах 1858 года Кузьминские Отвержки упоминаются как село с церковью Рождества Христова (она построена в 1858 году; сегодня это региональный ).
Название — по местоположению в верховье (отвершках оврага) реки Кузьминки.
Недалеко от Кузьминских Отвержек расположен аэропорт «Липецк».
В селе в 1991 году поставлена радиомачта высотой 354,6 метра .
Население на 2022 год составляет 1579 человек.

## Население
| 2010 | 2012  |
| ---- | ----- |
| 1318 | ↗1337 |